# Barbus macrotaenia
 Barbus macrotaenia és una espècie de peix cipriniforme de la família dels ciprínids.

## Morfologia
Els mascles poden assolir els 4 cm de longitud total.

## Distribució geogràfica
Es troba al llac Malawi (Àfrica).